# Saschiz
Saschiz là một xã thuộc hạt Mureș, România. Dân số thời điểm năm 2002 là 2041 người.